# Rodrigo do Nascimento
Ne doit pas être confondu avec Rodrigo Nascimento.
Rodrigo Pereira do Nascimento (né le 26 septembre 1994) est un athlète brésilien, spécialiste du sprint.

## Carrière
Son record personnel sur 100 m est de 10 s 21 obtenu avec vent contraire au stade de la Villa Deportiva Nacional. Il porte ce record à 10 s 14 à Braga le 20 juin 2018.
Il remporte le titre du relais 4 x 100 m lors des Relais mondiaux 2019 en 38 s 05, avec ses coéquipiers Jorge Vides, Derick Silva et Paulo André Camilo de Oliveira.

## Palmarès
| Date | Compétition                    | Lieu      | Résultat | Epreuve   | Temps   |
| ---- | ------------------------------ | --------- | -------- | --------- | ------- |
| 2019 | Relais mondiaux de l'IAAF      | Nassau    | 1er      | 4 × 100 m | 38 s 05 |
| 2019 | Championnats d'Amérique du Sud | Lima      | 1er      | 100 m     | 10 s 28 |
| 2019 | Championnats d'Amérique du Sud | Lima      | 2e       | 200 m     | 20 s 63 |
| 2019 | Championnats d'Amérique du Sud | Lima      | 2e       | 4 × 100 m | 39 s 91 |
| 2019 | Universiade                    | Naples    | 3e       | 100 m     | 10 s 32 |
| 2019 | Jeux panaméricains             | Lima      | 4e       | 100 m     | 10 s 27 |
| 2019 | Jeux panaméricains             | Lima      | 1er      | 4 × 100 m | 38 s 27 |
| 2019 | Championnats du monde          | Doha      | 4e       | 4 x 100 m | 37 s 72 |
| 2019 | Jeux mondiaux militaires       | Wuhan     | 1er      | 4 x 100 m | 38 s 68 |
| 2022 | Championnats du monde          | Eugene    | 7e       | 4 × 100 m | 38 s 25 |
| 2023 | Championnats d'Amérique du Sud | São Paulo | 1er      | 4 x 100 m | 38 s 70 |
| 2023 | Championnats du monde          | Budapest  | finale   | 4 × 100 m | DQ      |
| 2023 | Jeux panaméricains             | Santiago  | 1er      | 4 × 100 m | 38 s 68 |
| 2024 | Championnats ibéro-américains  | Cuiabá    | 1er      | 4 × 100 m | 39 s 19 |

## Records
| Épreuve | Épreuve   | Temps   | Lieu           | Date         |
| ------- | --------- | ------- | -------------- | ------------ |
| 100 m   | Plein air | 10 s 04 | Rio de Janeiro | 22 juin 2022 |
| 200 m   | Plein air | 20 s 47 | Berne          | 16 juin 2018 |